# Haszkovo megye
Haszkovo megye (bolgárul: Област Хасково) kis megye Bulgária déli részén. Északról Sztara Zagora és Jambol megyék, keletről Jambol megye és Törökország, délről Törökország, nyugatról pedig Plovdiv és Kardzsali megyék határolják.

## Földrajz
Haszkovo megye Bulgária középső-déli részén fekszik, 5%-át teszi ki Bulgária területének. A megyén két kulcsfontosságú transzkontinentális autóút halad át. Az egyik a Közép-Európát Ázsiávál összekötő, a másik az Észak-Európát a Balkánnal összekötő. Ezenkívül Haszkovo megyében még 1 882 km út van. A megyeszékhely, amely fontos közlekedési és kereskedelmi központ, a görög és török határtól kb. 60, a bolgár fővárostól pedig megközelítőleg 230 km-re fekszik. 
A megye enyhe időjárással, érintetlen és gyönyörű természettel, különleges növényzettel jellemezhető. Domborzata változatos: mind a Felső-Trák-alföld, a Rodope-hegység és a Sakar-hegység részei is megtalálhatóak a megyében. A megye legfontosabb folyói a Marica és ennek mellékfolyói (Harmanliyska, Varbitsa és Byala folyók). Haszkovo megye területének 38%-át erdők teszik ki.

## Lakosság
A megye lakossága Bulgária összlakosságának 3,46%-át teszi ki. Ennek a lakosságnak 70,6%-a városokban, 29,4%-a pedig falvakban él. Az itt lakók döntő többsége bolgár nemzetiségű, de fontos kisebbség a törökök.

## Történelem
Haszkovo megye földje a gazdag ősi kultúra bölcsője. A trákok, a római légiósok és a bolgár törzsek egyaránt meghagyták kultúrájuk nyomát ezen a környéken. 
Az újkőkorszakból maradtak fenn életre utaló jelek Dimitrovgrad város környékén.
1. ↑  https://www.nsi.bg/bg/content/2975/%D0%BD%D0%B0%D1%81%D0%B5%D0%BB%D0%B5%D0%BD%D0%B8%D0%B5-%D0%BF%D0%BE-%D0%BE%D0%B1%D0%BB%D0%B0%D1%81%D1%82%D0%B8-%D0%BE%D0%B1%D1%89%D0%B8%D0%BD%D0%B8-%D0%BC%D0%B5%D1%81%D1%82%D0%BE%D0%B6%D0%B8%D0%B2%D0%B5%D0%B5%D0%BD%D0%B5-%D0%B8-%D0%BF%D0%BE%D0%BB